# Rosie Huntington-Whiteley

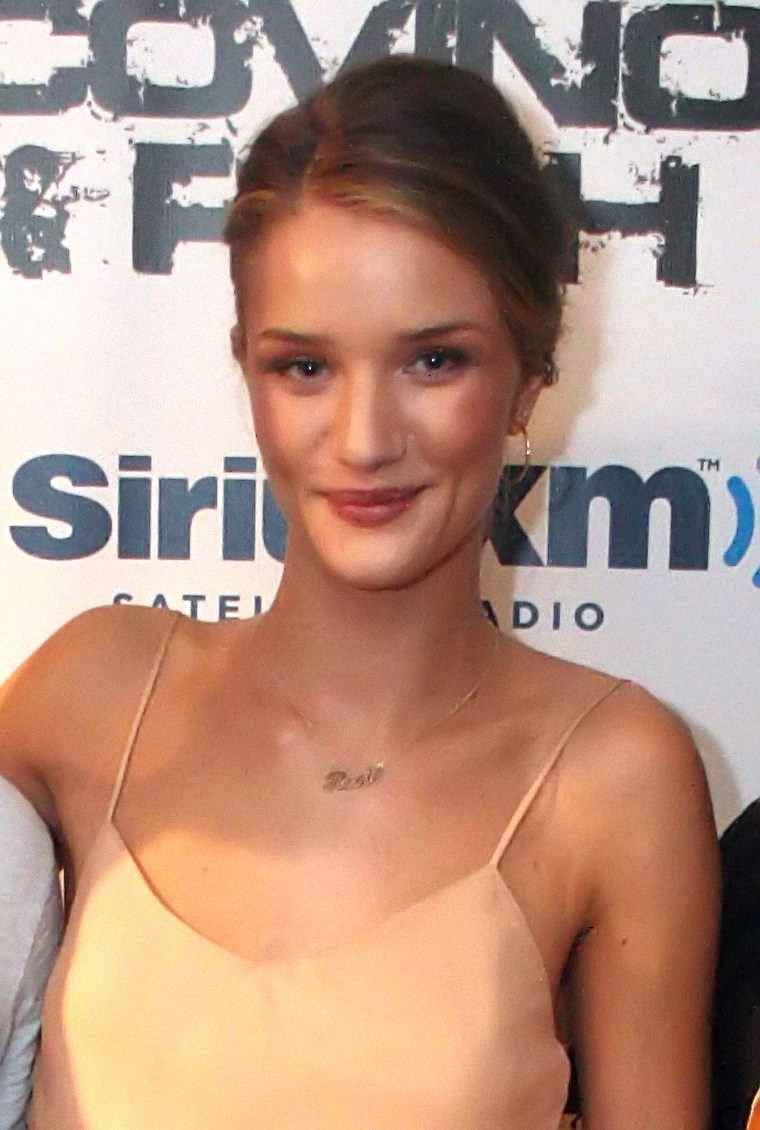
Rosie Alice Huntington-Whiteley im Juni 2011

Rosie Alice Huntington-Whiteley (* 18. April 1987 in Plymouth, England) ist ein britisches Model und Schauspielerin.

## Leben
Rosie Huntington-Whiteley ist die Tochter einer Fitnesstrainerin und des Landvermessers Charles Andrew Huntington-Whiteley (* 1957). Sie hat einen jüngeren Bruder (Toby Charles, * 1989) und eine jüngere Schwester. Ihr Ururgroßvater war der Politiker und Parlamentsabgeordnete Sir Herbert Huntington-Whiteley, 1st Baronet Huntington-Whiteley, of Grimley. Aufgrund ihrer vollen Lippen, für die sie heute berühmt ist, und ihres doppelten Nachnamens wurde sie in ihrer Kindheit oft gehänselt, jedoch auch von ihren Mitschülern im Alter von 13 Jahren zu der Person gewählt, die am ehesten ein Supermodel werden könnte.
Von August 2007 bis Oktober 2009 war sie mit Tyron Wood, dem jüngsten Sohn des „Rolling Stones“-Gitarristen Ron Wood, liiert. Anschließend hatte sie eine Beziehung mit dem französischen Schauspieler Olivier Martinez. Seit April 2010 ist sie mit dem britischen Schauspieler Jason Statham liiert. Das Paar verlobte sich 2016. Im Februar 2017 gab Rosie Huntington-Whiteley ihre Schwangerschaft bekannt. Im Juni 2017 kam ihr Sohn  auf die Welt. Im Februar 2022 wurde ihre Tochter geboren.

## Karriere
2003 wurde sie von einem Modelscout entdeckt und stand anschließend mit erst 16 Jahren das erste Mal vor der Kamera, 2004 gab sie bereits ihr Laufstegdebüt in New York City und wurde zugleich Werbegesicht für Tommy Hilfiger. Seit 2006 modelt sie für das US-Unterwäschelabel Victoria’s Secret.
2008 engagierte Christopher Bailey sie anstelle von Agyness Deyn für die Herbst-Winterkampagne von Burberry, worauf sie es auf das Cover der britischen Modezeitschrift Vogue schaffte. Im folgenden Jahr war sie das Gesicht der Frühjahrs-Sommerkampagne der Modekette Karen Millen sowie der Herbst-Winterkampagnen von Godiva und Miss Sixty. 2009 wurde sie mit dem Elle Style Award als „Model des Jahres“ ausgezeichnet, im November wurde sie zudem offizieller Victoria’s Secret Engel und damit fester Bestandteil der Victoria’s Secret Fashion Shows in New York City.

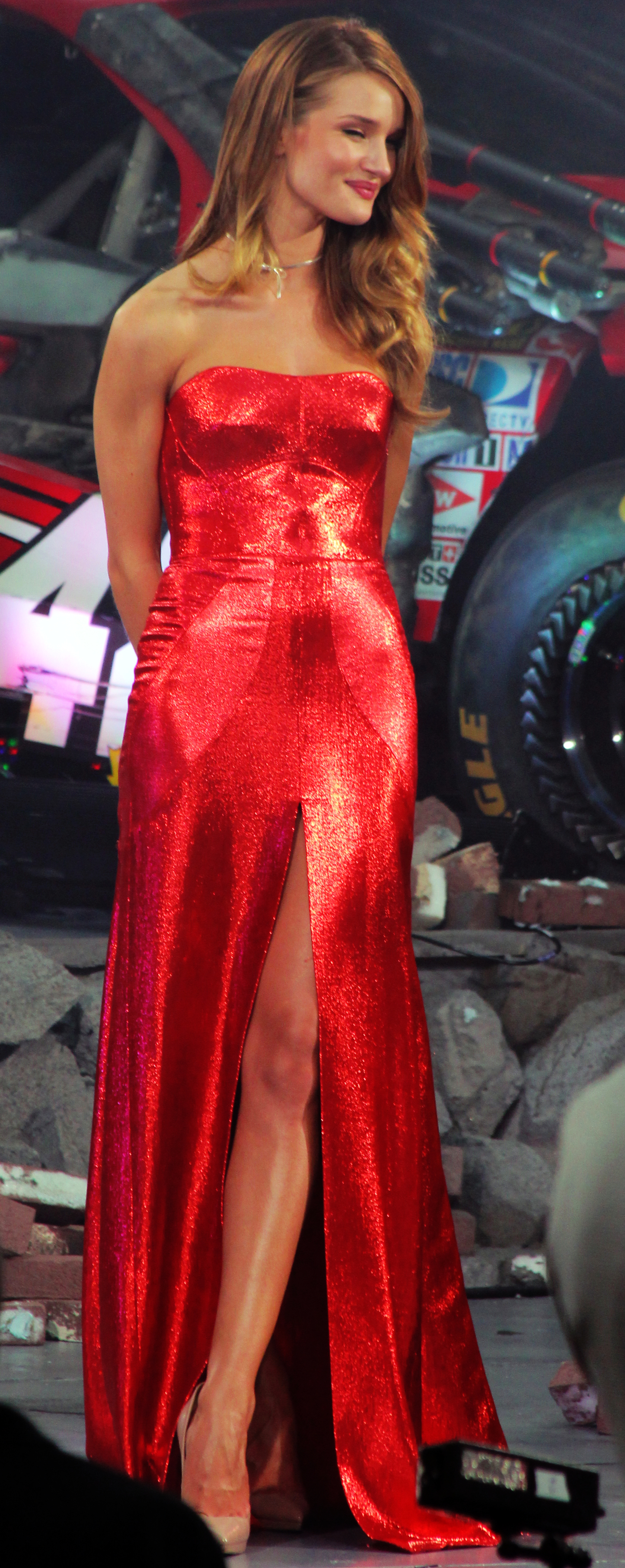
Huntington-Whiteley bei der Premiere von Transformers 3 (2011)

2010 wurde sie vom Fotografen Terry Richardson für den weltbekannten Pirelli-Kalender abgelichtet und hatte unter anderem Laufsteg-Auftritte für Prada in Mailand und Giles Deacon in Paris. Weiterhin erschien sie auf den Titelblättern der russischen Ausgabe von Harper’s Bazaar, der britischen Gentlemen’s Quarterly und des LOVE Magazine. Sie präsentierte zudem die Frühling-Sommerkollektionen von Monsoon, Thomas Wylde, Full Circle und VS Online, sowie die Herbst-Winterkollektionen von Burberry, Loewe, Thomas Wylde und Leon Max. Der Porträt- und Modefotograf Rankin veröffentlichte anlässlich des fünften Jubiläums des britischen Modelabels Thomas Wylde den Fotobildband „Ten Times Rosie“, bei dem sie zehn unterschiedliche Charaktere stellvertretend für die zehn bisherigen Saisons des Labels einnahm.
Im März 2011 zierte sie erneut das Titelblatt der britischen Vogue und im Juli die Titelblätter von Elle und Gentlemen’s Quarterly. Im Juni 2011 posierte sie für den türkischen Bademodenhersteller Ay Yildiz.
Während der Dreharbeiten zu einem Kurzfilm des Dessous-Labels Agent Provocateur überzeugte sie schauspielerisch so sehr, dass der anwesende US-Regisseur Michael Bay sie zum Casting für die weibliche Hauptrolle in dem Film Transformers 3 einlud, der am 29. Juni 2011 in den deutschen Kinos anlief. Sie konnte das Casting gewinnen und ersetzte damit Megan Fox, die in den beiden Vorgängerteilen die weibliche Hauptrolle der Mikaela Banes gespielt hatte. Bei den 2011 CinemaCon Awards wurde sie dafür mit dem „Female Star of Tomorrow“-Award ausgezeichnet. Im Juli 2011 wurde sie das Werbegesicht für „Burberry-Body“, dem ersten eigenen Duft der Modemarke Burberry. Ebenfalls 2011, wurde sie bei den Guys Choice Awards in der Kategorie „Our New Girlfriend“ ausgezeichnet.
Von den internationalen Lesern der Männermagazine Maxim und FHM wurde sie jeweils zur Sexiest Woman in the World 2011 gewählt. Für eine Herbst-/Winter-Kollektion 2012/2013 des britischen Einzelhändlers Marks & Spencer, entwarf sie ihre erste eigene Unterwäsche-Kollektion, die sie noch durch Pyjama-Sets, Schlafanzüge, Seidennachthemden im Vintage-Look sowie Morgenmäntel ergänzte.
Mit der Beauty-Linie Rosie for Autograph und der Beauty-Website Rose Inc. ist sie inzwischen auch unternehmerisch tätig.

## Filmografie
- 2011: Transformers 3 (Transformers: Dark of the Moon)
- 2015: Mad Max: Fury Road

## Auszeichnungen
- 2009: Elle Style Award als Model des Jahres
- 2011: Female Star of Tomorrow Award als Nachwuchsschauspielerin des Jahres
- 2011: Guys Choice Award in der Kategorie „Unsere Neue Freundin“ (Our New Girlfriend)
- 2011: FHM's Sexiest Women in the World 2011
- 2012: Elle Style Award in der Kategorie Style Icon
- 2015: Elle Style Award als Model des Jahres
- 2016: Businesswoman of the Year bei den Harper’s Bazaar Awards